# Завиш из Запи

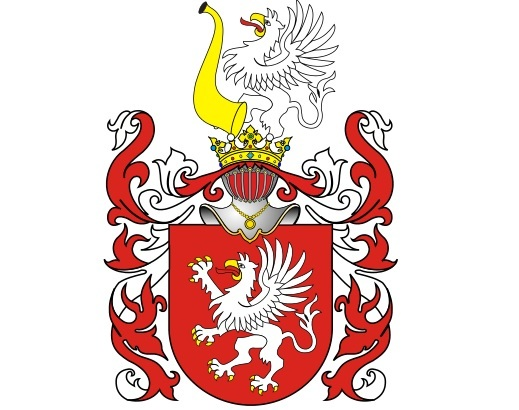
Герб Завиши из Запи

Ноты песни Завиши из Запи

Завиш из Запи (чеш. Záviš ze Zap; ок. 1350, Запи, Богемия (ныне местечко в районе Прага-восток Среднечешского края Чехии) — 1422, Прага) — чешский средневековый учёный, доктор церковного права, каноник, богослов, поэт и композитор, автор нескольких литургических сочинений и чешской любовной поэзии.

## Биография
Обучался в Пражском университете, где в 1379 году стал бакалавром искусств и магистром гуманитарных наук в 1383 году. Затем изучал право в Праге, Риме и Падуе в начале XIV века. В 1394—1396 годах служил каноником в Оломоуце, в 1397—1402 годах в Церкви Святой Гильи в Праге, затем снова в Оломоуце. Хотя изначально он был сторонником Яна Гуса, с 1410 года выступал его противником. В 1411 году упоминается как доктор богословия.
С 1412 г. был каноником литомышской епархии до 1419 г.
Автор ряда музыкальных композиций второй половины XIV века-начала XV века. Сочинения Завиши вошли в стандартные богослужебные книги в Чехии и распространились также за пределы чешских земель.

## Избранные произведения
- Jižť mne všě radost ostává
- Krátká mi sě jest radost stala
- O Maria, mater Christi
- Kyrie Inmense conditor poli
- Gloria Patri et filio
- Gloria Clemencia, pax, baiula